# Cryptosepalum
Genre
Classification phylogénétique
Cryptosepalum est un genre de plantes à fleurs dicotylédones de la famille des Fabaceae (Légumineuses), sous-famille des Caesalpinioideae, originaire d'Afrique, qui comprend une dizaine d'espèces acceptées. 

## Liste d'espèces
Selon The Plant List (16 décembre 2018) :
- Cryptosepalum congolanum (De Wild.) J.Leonard
- Cryptosepalum diphyllum P.A.Duvign.
- Cryptosepalum elegans Letouzey
- Cryptosepalum exfoliatum De Wild.
- Cryptosepalum katangense (De Wild.) J.Leonard
- Cryptosepalum maraviense Oliv.
- Cryptosepalum mimosoides Oliv.
- Cryptosepalum minutifolium (A.Chev.) Hutch. & Dalziel
- Cryptosepalum pellegrinianum (J.Leonard) J.Leonard
- Cryptosepalum staudtii Harms
- Cryptosepalum tetraphyllum (Hook.f.) Benth.